# Filippinernes flag
Filippinernes nationalflag har to lige brede vandrette bånd i farverne blå (øverst) og rød, med en hvid ligesidet trekant hvis ene side udgør flagets stangside. I midten af trekanten ses en gul sol med otte primære stråler, hver bestående af tre stråler, og i hvert hjørne af trekanten er en gul femkantet stjerne.
Filippinernes flag er unikt ved kunne signalere at landet befinder sig i krigstilstand når det vendes om og hejses med det røde felt øverst. Den blå farve symboliserer nemlig fred mens den røde farve symboliserer patriotisme og blod.
- Wikimedia Commons har flere filer relateret til Filippinernes flag

| Flag | Spire Denne artikel om flag eller vexillologi er en spire som bør udbygges. Du er velkommen til at hjælpe Wikipedia ved at udvide den. |